# Ренвильское соглашение
Ренвильское соглашение (индон. Perjanjian Renville, нидерл. Renville-overeenkomst) — мирный договор, заключённый при посредничестве Совета Безопасности ООН между Нидерландами и Индонезией в 1948 году, и завершивший 1-ю колониальную войну (по индонезийской терминологии) или «первую полицейскую акцию» (название, принятое в голландской историографии).

## Предыстория
После капитуляции Японии во второй мировой войне индонезийские патриоты во главе с Сукарно решили провозгласить независимость страны, что и произошло 17 августа 1945 года. Но Нидерланды, стремясь не допустить развала своей колониальной империи, при поддержке Великобритании начали военные действия, завершившиеся в марте 1947 года подписанием Лингаджатского соглашения, согласно которому Нидерланды де-факто признали существование независимой Индонезийской республики. Но уже в конце мая в Индонезии начинается политический кризис, спровоцированный требованием нидерландской колониальной администрации о передаче в её руки всех важнейших политико-административных функций. Правительство Сукарно отвергло эти требования и приступило к формированию Национальной армии Индонезии. В ответ 20 июля 1947 года Нидерланды денонсировали Лингаджатское соглашение и возобновили военные действия на территории Индонезии. Для посредничества в разрешении конфликта Совет Безопасности ООН создал Комитет добрых услуг, в состав которого вошли представители Бельгии, Австралии и США. 29 августа 1947 года Нидерланды провозгласили создание т. н. «линии ван Моока» (по имени тогдашнего генерал-губернатора Голландской Ост-Индии Губерта Йоханнеса ван Моока). Нидерланды соглашались оставить в составе Индонезии приблизительно третью часть острова Ява и большую часть Суматры, но от республики отсекались важнейшие продовольственные и нефтеносные районы, а также крупнейшие морские порты.
С конца 1947 года голландская «полицейская акция» стала терпеть неудачи. Индонезийские республиканские войска захватили ряд районов. В этих условиях активизировались миротворческие усилия ООН.

## Переговоры
Переговоры под эгидой «Комиссии добрых услуг» начались 8 декабря 1947 года в порту Батавии (совр. Джакарта) на борту американского военного судна «Ренвилл» (отсюда название соглашения). Индонезийскую делегацию возглавлял премьер-министр Амир Шарифуддин, голландскую — генерал ван Вреденбург. Переговоры проходили тяжело, причём Комиссия добрых услуг чаще фактически выступала на стороне Нидерландов, настаивая на принятии республиканцами Линии ван Моока в качестве линии размежевания между противоборствующими армиями (например, в т. н. «Рождественском послании» 26 декабря 1947 года).

## Соглашение
Ренвильское соглашение было подписано 17 января 1948 года. Оно состояло из собственно соглашения о перемирии, 12-ти политических принципов, определявших процедуру и характер дальнейших переговоров и шести дополнительных принципов Комиссии добрых услуг. Условия Ренвильского соглашения для Индонезии были более тяжёлыми, чем условия Лингаджатского соглашения. Линией разграничения войск стала Линия ван Моока. Соглашением признавался суверенитет Нидерландов над всей территорией Индонезии до создания предусмотренных Лингаджатскими соглашениями Соединённых Штатов Индонезии, в которых республика была бы одним из штатов.

## Последствия
На короткий промежуток времени был установлен мир, Нидерланды продолжали блокаду Индонезии. Но 18 сентября 1948 года в Индонезии произошло вооружённое восстание сторонников левых политических сил республики против правительства, возглавлявшегося Мохаммадом Хаттой. Это привело к ослаблению индонезийских республиканских сил. Воспользовавшись этим, Голландия решила раз и навсегда захватить Ост-Индию. 19 декабря 1948 года Ренвильское соглашение было объявлено недействительным и голландцы начали «Вторую колониальную войну», или «вторую полицейскую акцию», после неудачи которой закончилась война за независимость Индонезии и Индонезия была признана независимым государством.